# レザリアム
レザリアム（Laserium）は、レーザーを使用した光のショー。Laser Images Inc.の商標。

## 概要
ショーはプラネタリウムなどのドーム状のスクリーンに投影することで行われる。レーザーは白色のクリプトン・レーザーが用いられ、赤、緑、青など各色に分光され、鏡に反射させて投影される。鏡は可動式となっており、音楽の信号などによって振動し、光を振る。
駆動軸は複数あり、リサージュ図形、あるいはより複雑な図形を描かせることができる。複雑な演出をするため、通常はプログラムにより自動化されている。
最初のショーは1973年に行われ、各種ジャンルの音楽を対象としていた。
日本では1975年に京都に近畿放送により常設館が開設されたが、数年で閉館した。1978年、東京・池袋にオープンしたワールドインポートマートのプラネタリウムでも1日に数回ショーが行われていたが、数年で終了してプラネタリウム専業となってしまった。
レーザーによる光の演出は各種コンサート、博覧会などでも見ることができる。